# Ingrid Claes
Pour les articles homonymes, voir Claes.
Ingrid M.A. Claes, née le 14 avril 1968 à Hasselt est une femme politique belge flamande, membre du CD&V.
Elle est licenciée en sciences politiques et sociales et employée.

## Fonctions politiques
- Ancienne conseillère provinciale et ancienne secrétaire du conseil de la province du Brabant flamand.
- Échevine de Geetbets.
- Députée fédérale du 22 mars 2008 au 6 mai 2010.